# Schlossmühle Bedra

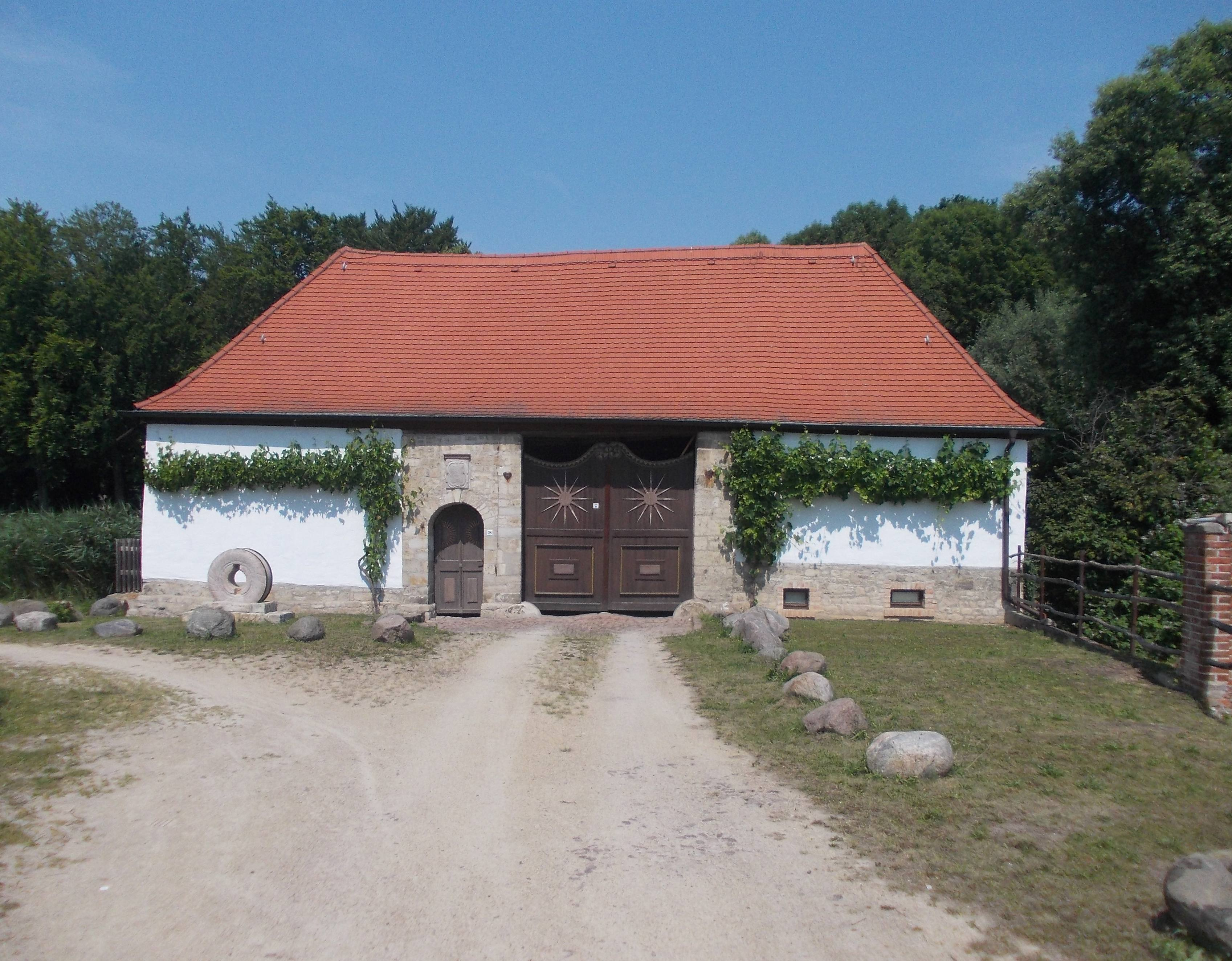
Schlossmühle mit Sonnentor

Die Schlossmühle Bedra ist eine denkmalgeschützte Mühle im Ortsteil Bedra der Stadt Braunsbedra in Sachsen-Anhalt. Im örtlichen Denkmalverzeichnis ist die Mühle unter der Erfassungsnummer 094 20444 als Baudenkmal verzeichnet.
Bei dem Gebäude mit der Adresse Freyburger Straße 28 in Bedra, östlich vom Mühlteich handelt es sich um die Überreste der Schlossmühle. Von der Wassermühle ist nur die Fassade mit dem so genannten Sonnentor, ein Holztor mit Sonneverzierungen, erhalten geblieben. Am Gebäude befindet sich noch der Wappenstein des letzten Besitzers und vor dem Gebäude steht ein kleiner Mühlstein.